# Васильевка (Ленинский район)
Васи́льевка (укр. Василівка, крымскотат. Vasilyevka, Васильевка) — исчезнувшее село в Ленинском районе Республики Крым, располагавшееся на востоке района и Керченского полуострова, на берегу Чурбашского озера, включённое в состав Приозёрного, сейчас — район восточной окраины села.

## История
Впервые в доступных источниках селение встречается на военно-топографической карте 1836 года, на которой в сельце Васильевка 5 дворов, а на карте 1842 года Васильевка обозначена условным знаком «малая деревня», то есть, менее 5 дворов.
В 1860-х годах, после земской реформы Александра II, деревню приписали к Сарайминской волости. Согласно «Списку населённых мест Таврической губернии по сведениям 1864 года», составленному по результатам VIII ревизии 1864 года, Чурубаш (она же Васильевка) — владельческая русская и татарская деревня с 30 дворами и 152 жителями при Чурубашском соляном озере. На трёхверстовой карте Шуберта 1865—1876 года в деревне Русская Васильевка (Чурубаш) обозначено 4 двора. По «Памятной книге Таврической губернии 1889 года», по результатам Х ревизии 1887 года, в деревне Ново-Васильевка числилось 5 дворов и 38 жителей. По «…Памятной книжке Таврической губернии на 1892 год» в Васильевке, входившей в Ново-Александровское сельское общество, числилось 35 жителей в 7 домохозяйствах. По «…Памятной книжке Таврической губернии на 1902 год» в деревне Васильевка, входившей в Ново-Александровское сельское общество, числилось 56 жителей в 7 домохозяйствах. По Статистическому справочнику Таврической губернии. Ч.II-я. Статистический очерк, выпуск пятый Феодосийский уезд, 1915 год, в деревне Васильевка Сарайминской волости Феодосийского уезда числилось 10 дворов (9 дворов с землёй, 1 — безземельный) с русским населением в количестве 74 человек приписных жителей, из которых 35 мужчин и 39 женщин. Жители владели 68 десятинами удобной земли. В хозяйствах имелось 86 лошадей, 68 волов, 39 коров и 647 голов овец, свиней, или коз.
После установления в Крыму Советской власти, по постановлению Крымревкома, 25 декабря 1920 года из Феодосийского уезда был выделен Керченский (степной) уезд, а, постановлением ревкома № 206 «Об изменении административных границ» от 8 января 1921 года была упразднена волостная система и в составе Керченского уезда был создан Керченский район в который вошло село (в 1922 году уезды получили название округов. 11 октября 1923 года, согласно постановлению ВЦИК, в административное деление Крымской АССР были внесены изменения, в результате которых округа были отменены и основной административной единицей стал Керченский район в который вошло село. Согласно Списку населённых пунктов Крымской АССР по Всесоюзной переписи 17 декабря 1926 года, в селе Васильевка, Старо-Карантинного сельсовета Керченского района, числилось 13 дворов, из них 12 крестьянских, население составляло 81 человек, из них 67 русских и 14 украинцев. Постановлением ВЦИК «О реорганизации сети районов Крымской АССР» от 30 октября 1930 года (по другим сведениям 15 сентября 1931 года) Керченский район упразднили и село включили в состав Ленинского, а, с образованием в 1935 году Маяк-Салынского района (переименованного 14 декабря 1944 года в Приморский) — в состав нового района.
С 25 июня 1946 года Васильевка в составе Крымской области РСФСР, а 26 апреля 1954 года Крымская область была передана из состава РСФСР в состав УССР. Время включения в Приозёрновский сельсовет пока не установлено: на 15 июня 1960 года село уже числилось в его составе. В 1963 году Васильевку присоединили к Приозёрному (согласно справочнику «Крымская область. Административно-территориальное деление на 1 января 1968 года» — в период с 1954 по 1968 годы).

### Динамика численности населения
| - 1864 год — 152 чел. - 1889 год — 38 чел. - 1892 год — 35 чел. | - 1902 год — 56 чел. - 1915 год — 74 чел. - 1926 год — 81 чел. |